# Greta Bickelhaupt
Maria Margaretha Bickelhaupt (* 9. März 1865 in Erbach im Odenwald; † 18. September 1919 ebenda) war eine deutsche Erzieherin, Heimatdichterin und Schriftstellerin. Nach ihr ist eine Straße in Erbach benannt.

## Leben
Am 9. März 1865 wurde Greta Bickelhaupt als älteste Tochter des Gräflich-Erbachischen Beamten Johann Philipp Bickelhaupt geboren. Die Mutter war Johanna Maria Bickelhaupt, geborene Glenz.
Greta Bickelhaupt bekam die für ihre Zeit ungewöhnliche Gelegenheit, die Höhere-Töchter-Schule in Darmstadt zu besuchen und sich zur Lehrerin ausbilden zu lassen. Zunächst war sie als Hauslehrerin in Celle und im sächsischen Syrau tätig, um 1890 nach Erbach zurückzukehren. Hier unterrichtete sie zunächst die Töchter des kürzlich verstorbenen Grafen Ernst zu Erbach-Erbach, mit denen sie später in Freundschaft verbunden war.
Von der Gründung im Jahre 1895 bis 1918 unterrichtete Greta Bickelhaupt an der Erbacher Privatmädchenschule und leitete sie auch.
Neben ihrer Lehr- und Leitungstätigkeit widmete sie sich der Literatur und Kultur und wurde mit ihren Heimatdichtungen und Theaterstücken weit über den Odenwald hinaus bekannt. Besonders Bickelhaupts Gedichtsammlungen Rege un Sunneschoi (1906), Aus em Ourewald (1908), Ourewäller Leit (1909) sowie Ernscht un Scherz (1913) erregten die Aufmerksamkeit der Leserschaft.
Nach mehrjährigem Leiden verstarb sie ledig am 19. September 1919 in Erbach als hochverehrte Lehrerin und Heimatdichterin, wie aus ihrem Nachruf im Centralanzeiger für den Odenwald abzulesen ist.

## Schriften
- Werke 2 Bände, Neuthor, Michelstadt, 1991–1992
- Ernscht un Scherz: Erzählungen in d. Mundart d. Erbacher Gegend, Schlapp, Darmstadt 1914